# Trawel Fly
Trawel Fly – włoska linia lotnicza z siedzibą w Orio al Serio. 

## Kierunki lotów
Trawel Fly wykonuje loty do następujących portów lotniczych (stan na sierpień 2011):
 Egipt
- Szarm el-Szejk – Port lotniczy Szarm el-Szejk

 Francja
- Paryż – Port lotniczy Paryż-Roissy-Charles de Gaulle

 Grecja
- Heraklion – Port lotniczy Heraklion
- Mykonos – Port lotniczy Mykonos
- Rodos – Port lotniczy Rodos
- Santorini – Port lotniczy Santorini
- Zakintos – Port lotniczy Zakintos

 Hiszpania
- Fuerteventura – Port lotniczy Fuerteventura
- Teneryfa – Port lotniczy Aeropuerto de Tenerife Sur

 Kenia
- Mombasa – Port lotniczy Mombasa-Moi

 Kosowo
- Prisztina – Port lotniczy Prisztina

 Mauritius
- Mahébourg – Port lotniczy Mauritius

 Polska
- Kraków – Port lotniczy Kraków-Balice

 Włochy
- Crotone – Port lotniczy Crotone
- Katania – Port lotniczy Katania-Fontanarossa
- Lamezia Terme – Port lotniczy Lamezia Terme
- Lampedusa – Port lotniczy Lampedusa
- Neapol – Port lotniczy Neapol
- Olbia – Port lotniczy Olbia
- Orio al Serio – Port lotniczy Bergamo-Orio al Serio hub
- Pantelleria – Port lotniczy Pantelleria
- Reggio di Calabria – Port lotniczy Reggio Calabria

## Flota
Flota Trawel Fly składa się z następujących samolotów (stan na sierpień 2011):
- 1 Boeing 737-436 (obsługiwany przez Astraeus)
- 2 McDonnell Douglas MD-83 (obsługiwane przez Medallion Air)